# IMG Models
IMG Models là một trong những công ty quản lý người mẫu hàng đầu thế giới, có trụ sở công ty mẹ đặt tại Thành phố New York, và các chi nhánh tại Paris, Luân Đôn, Milan và Singapore. Đây là một công ty con của IMG Cleveland. IMG đảm nhận công tác quản lý, đại diện cho những người mẫu cao cấp trong làng thời trang như: Gisele Bündchen, Kate Moss và Heidi Klum.

## Người mẫu do IMG đại diện (quá khứ và hiện tại)[2]
| - Gigi Hadid - Michelle Alves - Mini Anden - Bianca Balti - Tyra Banks - Drew Barrymore - Gisele Bündchen - Carla Campbell - Naomi Campbell - Laetitia Casta - Jeisa Chiminazzo - Cindy Crawford - Lily Donaldson - Hilary Duff - Tanya Dziahileva - Lonneke Engel - Astrid Bryan - Freja Beha Erichsen - Veronika Fasinova - Marie Fuema - Adina Forizs - Viktoria Foxx - Lena Gercke - Anna Gushina - Bridget Hall | - Monika "Jac" Jagaciak - Shalom Harlow - Angie Harmon - Amanda Hearst - Jennifer Hof - Yoanna House - Lauren Hutton - Jelena Jankovic - Elizabeth Jagger - Querelle Jansen - Milla Jovovich - Du Juan - Liya Kebede - Denise Keller - Riley Keough - Miranda Kerr - Heidi Klum - Ruslana Korshunova - Monika Kubacka - Irina Kulikova - Alana Kuznetsova - Anouck Lepere - Angela Lindvall - Audrey Lindvall | - Ala Malek - Jarah Mariano - Barbara Meier - Marisa Miller - Margherita Missoni - Rahma Mohamed - Taylor Momsen - Amanda Moore - Julianne Moore - Tallulah Morton - Kate Moss - Astrid Muñoz - Yasminka Muratovich - Carolyn Murphy - Adi Neumann - Raica Oliveira - Sasha Pivovarova - Paulina Porizkova - Ujjwala Raut - Hilary Rhoda - Maggie Rizer - Rebecca Romijn - Joanna Rozycka - Stephanie Seymour | - Maria Sharapova - Hana Soukupová - Jessica Stam - Lara Stone - Daria Strokous - Yfke Sturm - Candice Swanepoel - Olga Syerbina - Ling Tan - Tasha Tilberg - Liv Tyler - Anne Vyalitsyna - Jennifer Wanderer - Gemma Ward - Yasmin Warsame - Erin Wasson - Alek Wek - Daria Werbowy - Amy Wesson - Jacquetta Wheeler - Jessica White - Angelika Wierzbicka - Caroline Winberg - Magdalena Wróbel - Emma Pei |